# Saint-Girons (Ariège)
Saint-Girons is een gemeente in het Franse departement Ariège in de regio Occitanie. De gemeente telde 6.129 inwoners op 1 januari 2022. De plaats is de onderprefectuur van het arrondissement Saint-Girons en wordt aanzien als de hoofdstad van de streek Couserans.

## Geschiedenis
De plaats lag lange tijd in de schaduw van Saint-Lizier, dat al bestond in de Gallo-Romeinse tijd en vanaf de 5e eeuw de zetel van een bisdom was. Saint-Girons ontstond rond 1100 toen de bevolking zich vestigde in de vlakte, op de linkeroever van de Salat. De gemeente groeide sterk na de komst van de spoorweg aan het einde van de 19e eeuw. In Saint-Girons ontwikkelde zich een belangrijke papierindustrie. Het spoorwegstation werd in de jaren 1960 gesloten voor reizigersverkeer en in de jaren 1970 voor vrachtverkeer. Door de slechte wegverbindingen verdween de industrie uit Saint-Girons.
Saint-Girons was de hoofdplaats van het gelijknamige kanton tot tot dit op 22 maart 2015 werd opgeheven en het de hoofdplaats werd van het op diezelfde dag gevormde kanton Couserans Ouest.

## Geografie
De oppervlakte van Saint-Girons bedroeg op 1 januari 2022 19,13 vierkante kilometer; de bevolkingsdichtheid was toen 320,4 inwoners per km². De Salat en twee van haar zijrivieren, de Lez en de Baup, stromen door de gemeente.
De onderstaande kaart toont de ligging van Saint-Girons met de belangrijkste infrastructuur en aangrenzende gemeenten.

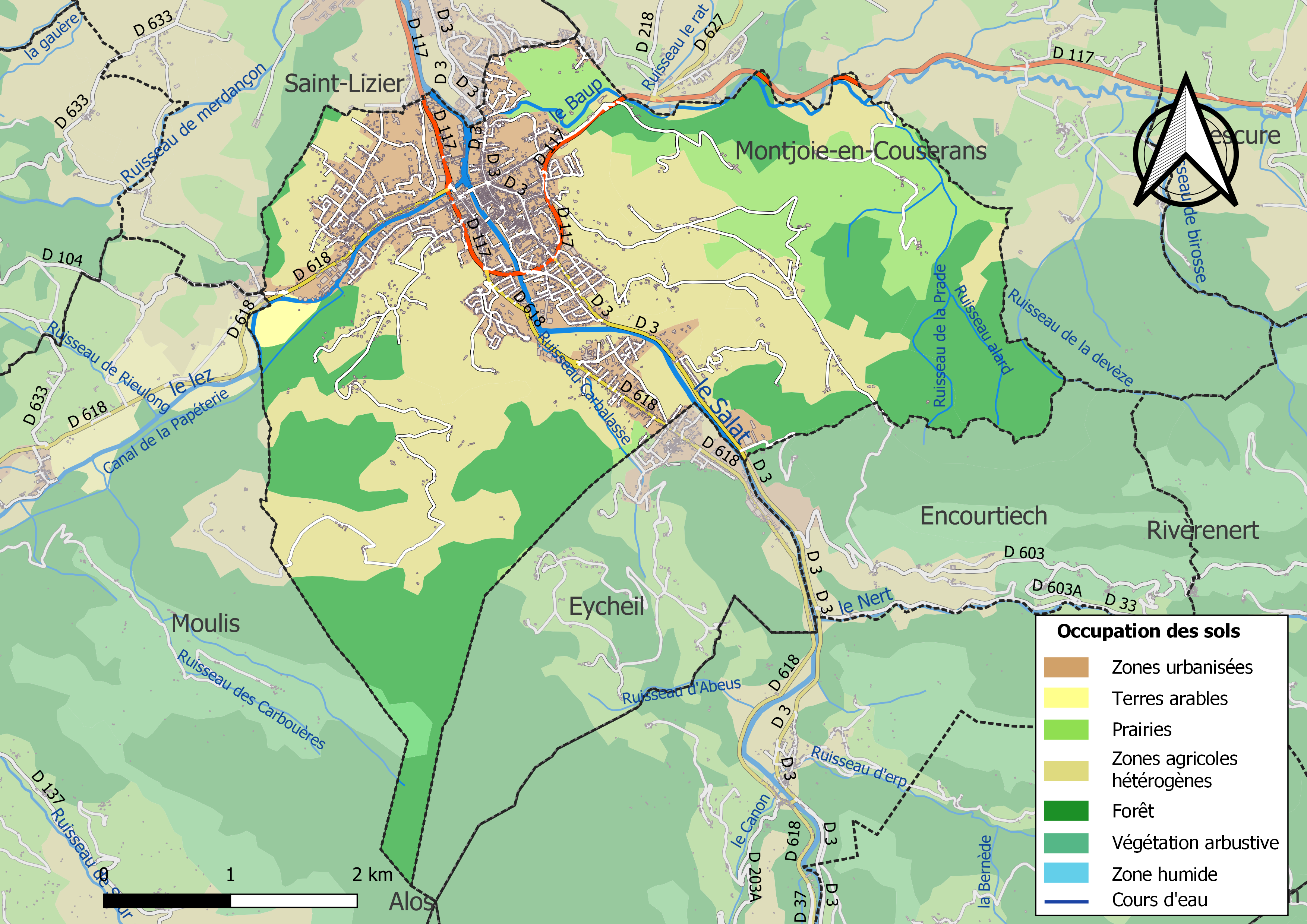

## Demografie
Onderstaande figuur toont het verloop van het inwonertal (bron: INSEE-tellingen).

Vanwege een beveiligingsprobleem met de MediaWiki Graph-software is het momenteel niet mogelijk deze grafiek weer te geven. Zodra de software is bijgewerkt zal de grafiek vanzelf weer zichtbaar worden.

## Bezienswaardigheden
- Kerk Mont-Valier

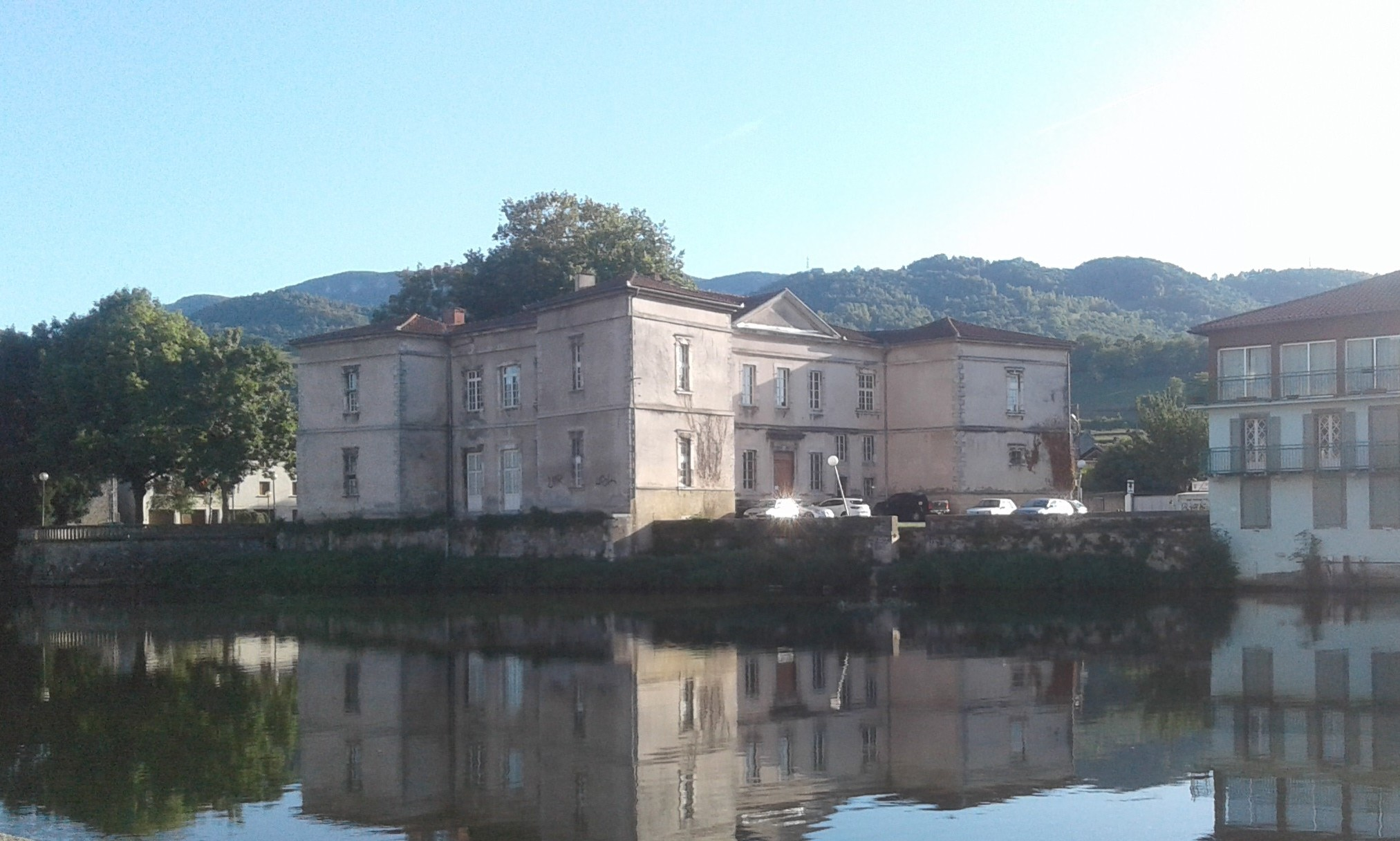
Kasteel van de burggraven van Couserans

- Kasteel van de burggraven van Couserans

## Sport
Saint-Girons was 7 keer etappeplaats in de wielerkoers Tour de France. Er startte 6 keer een etappe en 1 keer was Saint-Girons aankomstplaats. De enige winnaar in Saint-Girons is de Spanjaard Luis León Sánchez die er in 2009 een etappe won.